# Sieraków
Sieraków là một thị trấn thuộc huyện Międzychodzki, tỉnh Wielkopolskie ở trung-tây Ba Lan. Thị trấn có diện tích 14 km². Đến ngày 1 tháng 1 năm 2011, dân số của thị trấn là 6091 người và mật độ 433 người/km².